# As-Sati
As-Sati (arab. الصاتي) – wieś w Syrii, w muhafazie Aleppo, w dystrykcie Afrin. W 2004 roku liczyła 573 mieszkańców.